# Kaposújlak
Kaposújlak je vas na Madžarskem, ki upravno spada pod podregijo Kaposvári Šomodske županije.
Tu se nahaja tudi Letališče Kaposújlak.